# 拉蘭德21185
拉蘭德21185（Lalande 21185）是一顆紅矮星，位於大熊座，與太陽系距離8.21光年（2.5秒差距）。它是北天球亮度最高的紅矮星（只有南天球的拉卡伊8760和拉卡伊9352比它更明亮）儘管拉蘭德21185在相對接近地球，但它和其他紅矮星一樣光度極低，視星等為肉眼不可見的7.5，必須以小型望遠鏡或雙筒望遠鏡觀測。
拉蘭德21185距離地球約 8.31光年（2.55秒差距），是最接近太陽系的恆星之一；只有南門二恆星系統、巴納德星、沃夫359以及棕矮星WISE 1049-5319和WISE 0855–0714比它更接近地球。因為它相當接近地球，經常成為巡天調查的目標，也因此有許多其他的稱呼。拉蘭德21185在研究論文中也相當常見的其他名稱有BD+36 2147、Gliese 411以及 HD 95735。在大約19,900年後，拉蘭德21185與太陽距離將達到最接近的4.65 光年（1.43秒差距）。

## 觀測歷史

本圖為距離太陽系最近的數顆恆星自2萬年前至8萬年後與太陽距離變化曲線圖。

拉蘭德21185的天球座標最早紀錄於巴黎天文台天文學家傑羅姆·拉朗德於1801年出版的星表《Histoire Céleste Française》。該星表中大部分恆星的編號由天文學家弗朗西斯·贝利於1847年的改版中發表。今日拉蘭德21185和該星表中少數其他恆星仍常以拉朗德的星表編號稱呼。
1857年5月，天文學家弗里德里希·阿格兰德發現拉蘭德21185的自行極高。有時候拉蘭德21185也因此被稱為「第二阿格蘭德星」（Argelander's second star）。（「第一阿格蘭德星」是指阿格蘭得更早在1842年發現另一顆高自行恆星葛羅姆布里吉1830）。
天文學家弗里德里希·奧古斯特·特奧多爾·溫尼克於1857至1858年間首次對拉蘭德21185的視差進行量測，並得到0.511角秒的值；因此在當時拉蘭德21185被認為是僅次於南門二的距離太陽第二近恆星。之後因為更精確的量測，實際距離較最初的值遠，但直到20世紀初以前以天文攝影方式發現更黯淡的沃夫359與巴納德星以前，拉蘭德21185長期被認為是距離太陽第二近的恆星

## 恆星狀態
拉蘭德21185是一顆典型的M型主序星 （紅矮星），質量為太陽的46% ，表面溫度為遠低於太陽的3,828 K。拉蘭德21185的視星等10.48，並且大多數的輻射能集中在紅外線波長部分。拉蘭德21185為高自行恆星，在垂直於銀河系盤面的軌道上每年移動約5角秒。它的金屬量以鐵與氫比例計算的對數值為−0.20，代表它的鐵含量為太陽的10−0.20倍，或63%。拉蘭德21185這顆相對較緻密恆星的表面重力約為地球的65倍（log g = 4.8 cgs），或者太陽表面重力2倍以上。
在變星總表中，拉蘭德21185被列為天龍座BY型變星，並有變星編號NSV 18593。 SIMBAD等數個星表也將拉蘭德21185列為耀星。不過這些星表主要的參考資料並不支持它是耀星，因為在這些參考資料中的觀測結果顯示它與其他同類型變星相比是相當穩定的。
另外，天文學家觀測到拉蘭德21185輻射的X射線。

## 宣稱的行星系統
1951年，荷蘭天文學家彼得·范·德·坎普與他的學生莎拉·李·利平科特宣稱以斯沃斯莫爾學院斯普勞爾天文台的口徑24-英寸（610-） 折射望遠鏡對拉蘭德21185進行天文測量乾板攝影時發現了行星系統。1960年，利平科特以同樣的望遠鏡和新拍攝的攝影乾板結合先前的觀測，再次宣稱1951年確實發現了行星系統，只是這次相關參數有所不同。而坎普曾經以同樣在斯普勞爾天文台拍攝的攝影乾板錯誤地宣稱發現巴納德星的行星系。斯普勞爾天文台24吋折射望遠鏡拍攝並用於拉蘭德21185等研究的攝影乾板後來被確認是有缺陷的。1974年時，阿利根尼天文台的喬治·大衛·蓋特伍德對拉蘭德21185和巴納德星的天文測量結果則否定了前述研究的結論。
1996年，蓋特伍德在美國天文學會的會議上和對大眾媒體宣稱以天文測量法發現拉蘭德21185的多行星系統。這項宣稱的最初報告是基於對拉蘭德21185多年的位置精密觀測，並認為它的軌道變化是因為恆星旁有一到多個天體環繞所導致。蓋特伍德宣稱這樣的伴星在天球上與紅矮星距離將在0.8角秒以上。儘管蓋特伍德在1992年發表的另一篇論文與之後他和數人使用日冕仪等多項技術以降低恆星光散射問題，都得到沒有伴星存在於拉蘭德21185的結論，而蓋特伍德在1996年的宣稱仍未被證實並在今日受到質疑。然而，2017年2月發表的論文指出，以位於冒纳凯阿火山的凱克天文台的 HIRES 系統觀測結果則支持有一個極為接近拉蘭德21185的行星候選天體，軌道週期只有9.8693±0.0016日，質量下限為3.8 M🜨。
第三顆行星, 拉蘭德21185 d, 預計在拉蘭德21185 b和拉蘭德21185 c 之間的軌道運行，週期為215天。
| 成員 (依恆星距離) | 质量          | 半長軸 (AU)             | 轨道周期 (天)          | 離心率             | 傾角 | 半径 |
| ----------------- | ------------- | ----------------------- | ---------------------- | ------------------ | ---- | ---- |
| b                 | ≥2.64±0.19 M⊕ | 0.0788+0.00056 −0.00057 | 12.9395+0.0013 −0.0012 | 0.052+0.057 −0.037 | —    | —    |
| d (未确认)        | ≥4.1±0.6 M⊕   | 0.5141+0.0038 −0.0039   | 215.62+0.76 −0.73      | 0.15+0.16 −0.11    |      |      |
| c                 | ≥14.2±1.8 M⊕  | 2.845+0.077 −0.067      | 2806+110 −94           | 0.08+0.1 −0.06     | —    | —    |

這個恆星的宜居帶，即是為類地行星上可能存在液態水的位置，半徑為 0.11–0.24天文單位，其中 1 天文單位是地球到太陽的平均距離。  行星 b 的溫度約370.1+5.8
−6.8 K。其他已知行星均處於宜居帶之外，但未被發現的低質量行星也可能在該系統的這個區域運行。

### 行星邊界條件的更精進研究
拉蘭德21185的徑向速度量測值相當穩定，因此天文學家傑佛瑞·馬西在1987年發表的論文將該恆星視為「正常」紅矮星穩定狀態的完美範例。包含前述研究的其他對拉蘭德21185行星系統的否定存在結果並未完全排除行星系統的存在，但這些研究確定了可能存在行星的質量上限邊界值。目前對該恆星可能存在的行星偵測技術最低質量限制為稍低於木星質量。更新的地面或太空中的觀測儀器將更進一步使偵測質量下限降低，這使偵測到質量更小行星的可能性較今日更加提高。
拉蘭德21185的適居帶，即液態水能存在於類地球行星表面的與母恆星距離範圍，大約是距離母恆星0.11到0.24天文單位。

## 外部連結
- . Bad Astronomy and Universe Today Forum.   [2009-05-29]. （原始内容存档于2012-02-24）.
- . David's Astronomy Pages.   [2008-06-22]. （原始内容存档于2016-03-03）.
- Extrasolar Planets Encyclopaedia: Confirmed （页面存档备份，存于） (planet candidate) super-Earth planet Lalande 21185 b. Retrieved 2017-02-15